# Helmut Koziolek
 Helmut Koziolek (* 5. Juli 1927 in Beuthen, Oberschlesien; † 19. Mai 1997 in Berlin) war ein deutscher marxistischer Wirtschaftswissenschaftler und Direktor des Zentralinstituts für sozialistische Wirtschaftsführung.

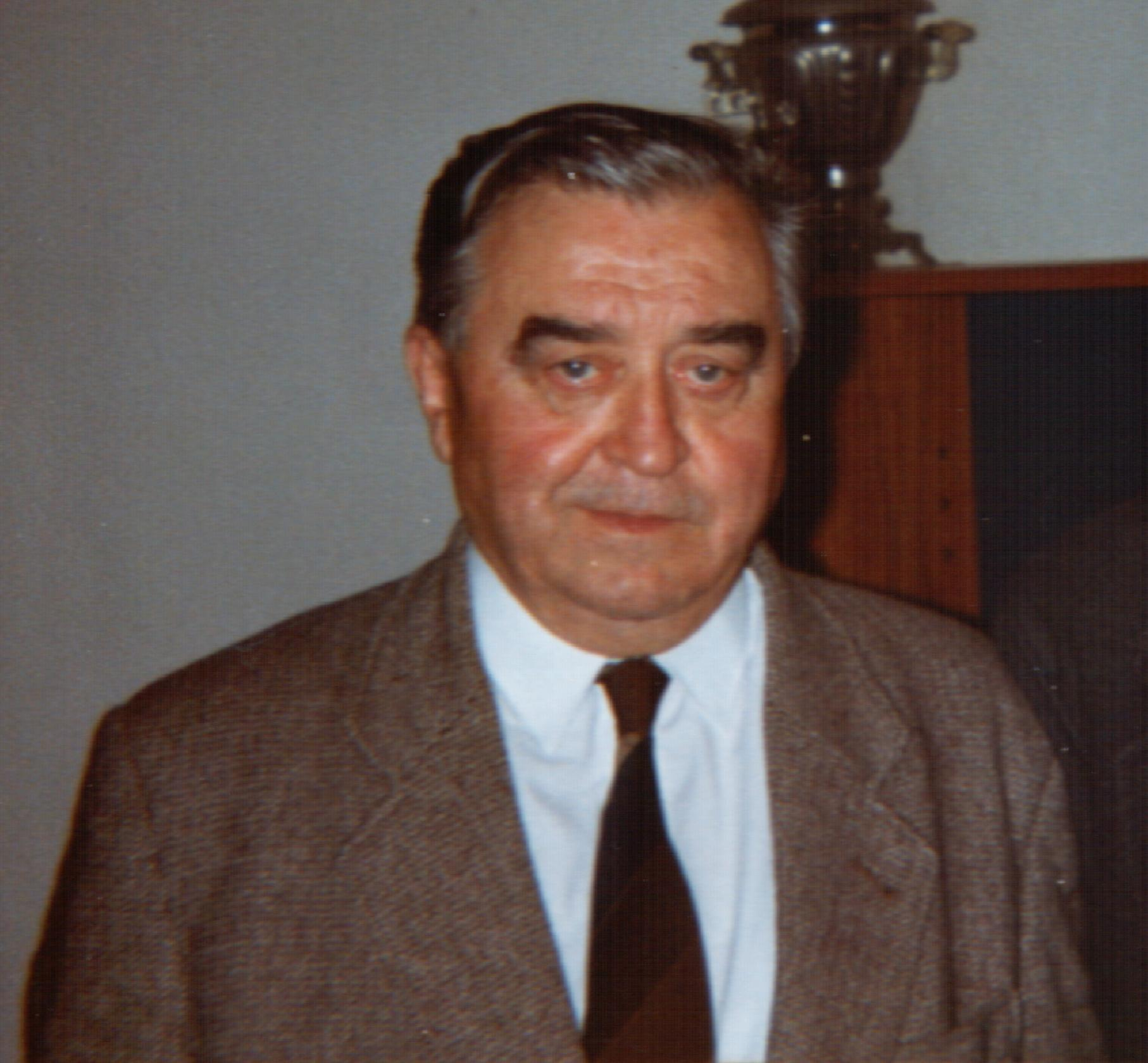
Helmut Koziolek (1991)

## Leben
Helmut Koziolek wurde in einem katholischen Elternhaus geboren. Der Vater Nikolaus Koziolek war hauptberuflich Reichsbahnlokführer und nebenberuflich Stehgeiger in einer Musikgruppe. Der Stiefvater war Tischler und die Mutter Gertrud Schneiderin.
Von 1937 bis 1945 war er Mitglied beim Deutschen Jungvolk (Fähnleinführer) und der Hitlerjugend. Bis 1944 besuchte Koziolek die Oberschule für Jungen in Kattowitz. Danach absolvierte Koziolek die Arbeitsdienstzeit und geriet in Neuengamme bei Hamburg in Kriegsgefangenschaft.
Ab 1945 besuchte er die Textil-Ingenieurschule in Chemnitz, studierte Rechts- und Staatswissenschaften an der Martin-Luther-Universität Halle-Wittenberg und schloss 1948 mit dem akademischen Grad eines Diplom-Volkswirts ab. 1956 wurde er zum Dr. rer. oec. mit einer Dissertation über die marxistisch-leninistische Theorie des Nationaleinkommens promoviert.
Koziolek war 1948–1953 Assistent bzw. Dozent an der Verwaltungsakademie „Walter Ulbricht“ Forst Zinna und Gastdozent an der Universität Leipzig. 1953 wechselte er an die Hochschule für Finanzwirtschaft, deren Prorektor für Forschung er bis 1956 war. Anschließend ging er 1957 als Professor für Politökonomie und stellvertretender Direktor an die Hochschule für Ökonomie in Berlin-Karlshorst, die Ausbildungsstätte für die sozialistische Planwirtschaft in der DDR. 1961 habilitierte er zu Grundfragen der marxistisch-leninistischen Theorie des Nationaleinkommens.
1962 übernahm Koziolek die Leitung des Ökonomischen Forschungsinstituts der Staatlichen Plankommission, das mit der Ausarbeitung des Neuen Ökonomischen Systems der Planung und Leitung (NÖSPL) befasst war und wurde zugleich Mitglied der Leitung der Kommission.

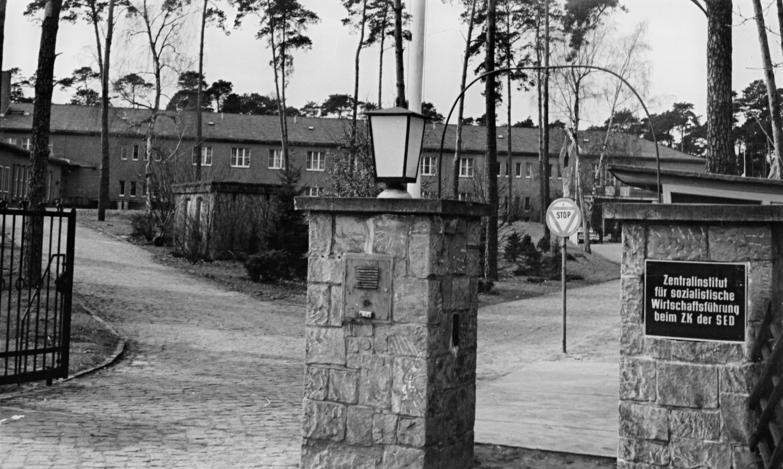
Zentralinstitut für sozialistische Wirtschaftsführung

Im März 1966 wurde Koziolek Direktor des Zentralinstituts für sozialistische Wirtschaftsführung beim Zentralkomitee der SED und blieb bis 1990 in dieser Funktion. Als Wissenschaftsfunktionär war er an der Planung und Koordinierung der wirtschaftswissenschaftlichen Forschung der DDR und im RGW beteiligt. Koziolek forschte vor allem zu Fragen der sozialistischen Reproduktionstheorie und kümmerte sich auch um wirtschaftliche Kontakte der DDR zum Westen.
Von 1976 bis 1981 war er Kandidat, ab April 1981 Vollmitglied des Zentralkomitees der SED.
1974 erstellte Koziolek als Direktor des Instituts für sozialistische Wirtschaftsführung zusammen mit Otto Reinhold, Willi Kunz und Karl-Heinz Stiemerling ein Gutachten. Koziolek: „Es gehört in das Reich der Fabel zu glauben, daß die Führung der DDR erst 1988 über den Zustand Ihrer Wirtschaft Bescheid wußte.“ In diesem Gutachten wurde u. a. gezeigt, dass es zu einem starken Nachlassen der produktiven Akkumulation kommen und dass die Auslandsverschuldung bis 1980 auf 28 Milliarden Mark ansteigen würde sowie dass das Wohnungsbauprogramm zu einer Verschlechterung der Altbausanierung und zu einer Vernachlässigung des Industriebaus führen würde.
In der Nacht des Mauerfalls am 9. November 1989 befand sich Koziolek gegen 22.30 Uhr noch im ZK-Gebäude der SED, als dort zahlreiche Telefonanrufe von Dienststellen der Grenztruppen einzugehen begannen. Koziolek und Eberhard Heinrich hatten auf der Politbüro-Etage des ZK-Gebäudes noch an den letzten Formulierungen des SED-Aktionsprogramms gefeilt. Die Grenzsoldaten berichteten von dichten Menschenmassen, welche die Grenze nach West-Berlin passieren wollten, und verlangten von der politischen Führung eine klare Vorgabe, wie sie sich verhalten sollten. Koziolek und Heinrich suchten in dieser Situation nach Egon Krenz, den sie schließlich im Flur antrafen. Der verwirrt wirkende Parteichef habe gesagt: „Was soll ich denn nur machen? […] Es kann doch nicht um eine Grenzschließung gehen! Wir müssen das unter Kontrolle bekommen“.
Nach der Wende 1989 nahm Koziolek an den Zwei-plus-Vier-Gesprächen teil. Bis zur Emeritierung Ende Juli 1990 war Koziolek ordentlicher Professor am Institut für Unternehmensführung und betätigte sich auch nach Auflösung des Zentralinstituts für sozialistische Wirtschaftsführung weiterhin als Autor wirtschaftswissenschaftlicher Werke. Regelmäßig publizierte er auch nach 1989 im nd, unter anderem im wöchentlich erscheinenden Ratgeber.
Koziolek starb 1997 überraschend in Berlin und wurde auf dem Waldkirchhof Mahlsdorf bestattet. Das Grab besteht heute (2020) nicht mehr.

## Forschungsgebiete
- marxistisch-leninistische Reproduktions- und Nationaleinkommenstheorie
- Wachstumsfaktoren des Nationaleinkommens
- sozialistische Wirtschaftsführung

## Auszeichnungen
- Nationalpreis III. Klasse 1966 (für die Ausarbeitung des NÖSPL; im Kollektiv mit Berger und Wolf) und I. Klasse 1970 (für die Reform des NÖSPL; im Kollektiv mit Berger, Wolf, Kalweit, Krömke und Reinhold)
- Vaterländischer Verdienstorden in Bronze (1970), in Silber (1974), in Gold (1982)
- Karl-Marx-Orden (1987)
- Honory Scholar des Internationalen Instituts für angewandte Systemanalyse in Laxenburg bei Wien (1977)
- Ehrendoktorwürde der Hochschule für Ökonomie (1979)
- Friedrich-Engels-Preis der Akademie der Wissenschaften der DDR (Politische Ökonomie des Sozialismus, 14. Juni 1984)

## Mitgliedschaften
- 1965 Ordentliches Mitglied der Akademie der Wissenschaften der DDR
- 1972 Vorsitzender der Klasse „Gesetzmäßigkeiten der entwickelten sozialistischen Gesellschaft“ der Akademie der Wissenschaften der DDR
- 1973 Vorsitzender der Klasse „Philosophie, Ökonomie, Geschichte, Staats- und Rechtswissenschaften“ der Akademie der Wissenschaften der DDR
- Vorsitzender des Komitees für Angewandte Systemanalyse der Akademie der Wissenschaften der DDR
- 1976 Mitglied des Redaktionskollegiums der SED-Zeitschrift Einheit
- 1976 Delegationsleiter der DDR bei der bilateralen Ökonomenkommission DDR-UdSSR (bis 1990)
- 1977 Professur am Internationalen Institut für angewandte Systemanalyse in Laxenburg bei Wien
- 1981 Mitglied des Zentralkomitees der SED (bis 1989)
- 1988 Auswärtiges Mitglied der Akademie der Wissenschaften der UdSSR (nach der Auflösung der UdSSR wurde Koziolek zum Auswärtigen Mitglied der Russischen Akademie der Wissenschaften ernannt)
- Mitglied der Leibniz-Sozietät der Wissenschaften zu Berlin
- Mitglied des Forschungsrates der DDR
- Vorsitzender des Wissenschaftsrates für Wirtschaftswissenschaftliche Forschung der DDR
- Mitglied der Wirtschaftskommission des Politbüros des ZK der SED
- Mitglied der Kommissionsleitung des gesellschaftswissenschaftlichen Instituts beim ZK der SED
- Professur am Institut für Unternehmensführung (Emeritierung Ende Juli 1990)

## Publikationen
Zahlreiche Publikationen mit Übersetzungen in über 20 Sprachen, darunter:
- Einführung in die Lehre der sozialistischen Wirtschaftsführung, zusammen mit G. Friedrich
- Grundfragen der marxistisch-leninistischen Theorie des Nationaleinkommens (Sozialismus) (1957)
- Aktuelle Probleme der politischen Ökonomie (Verlag Die Wirtschaft, Berlin 1966), zusammen mit H. Mann und H. Meißner
- Reproduktion und Nationaleinkommen (1979)
- Wissenschaft, Technik und Reproduktion (1981)
- Wertbildung und ökonomische Kreisläufe (1984)
- Reproduktion und Infrastruktur (1986), zusammen mit W. Ostwald und H. Stürz
- Berührungen zwischen Physik und Ökonomie (1986), zusammen mit R. Schwarz
- Hatte das Neue Ökonomische System eine Chance? In: Sitzungsberichte der Leibniz-Sozietät, 1996, Band 10, Heft 1/2, ISBN 3-89597-276-2; leibnizsozietaet.de (PDF).